# Maia Hirasawa

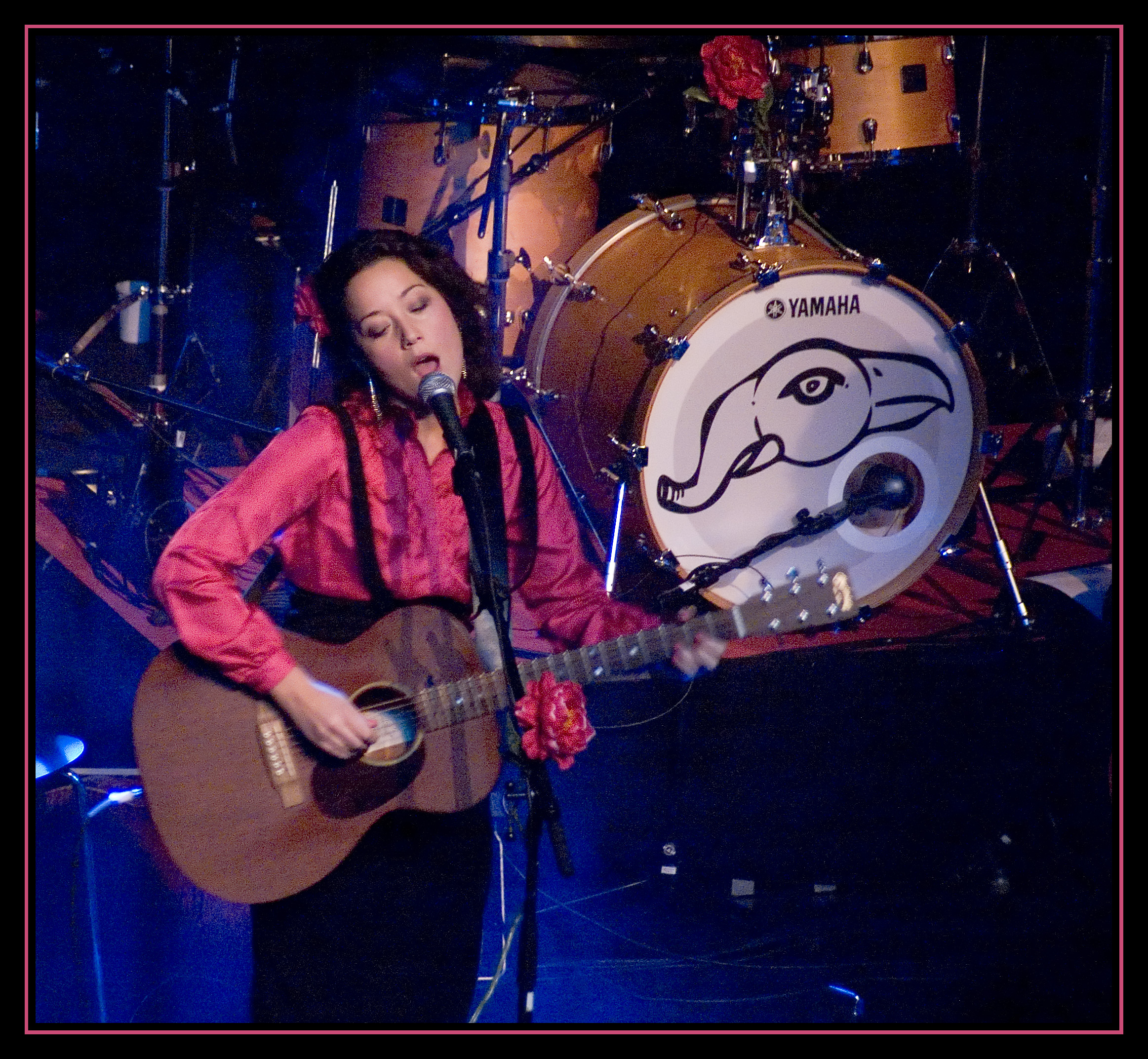
En concert à Stockholm en novembre 2007.

Maia Hirasawa est une chanteuse (pop/acoustique/folk) suédoise, née le 5 mai 1980.
Elle sort son premier album, Though I'm Just Me, en 2007.
Son premier single est intitulé And I Found This Boy.